# Processo farsa

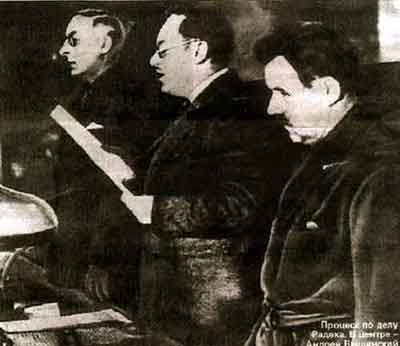
Il procuratore Vyšinskij, al centro, nel secondo processo di Mosca, 1937

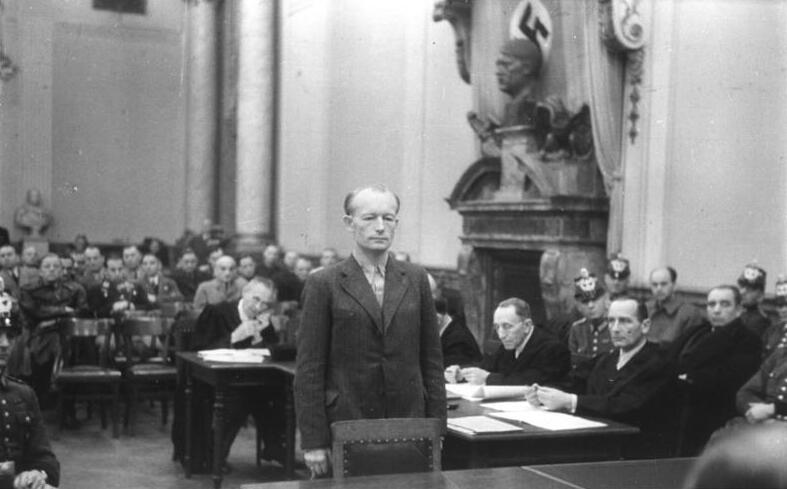
Il processo ad Adolf Reichwein nel Tribunale del Popolo della Germania nazista, 1944

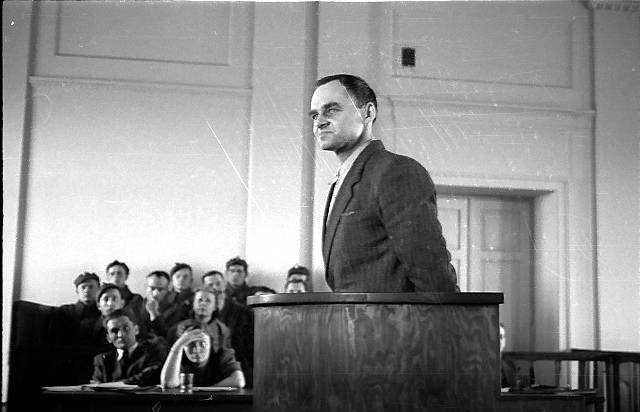
Il capitano Witold Pilecki, ex prigioniero ad Auschwitz, processato dalle autorità comuniste in Polonia, marzo 1948

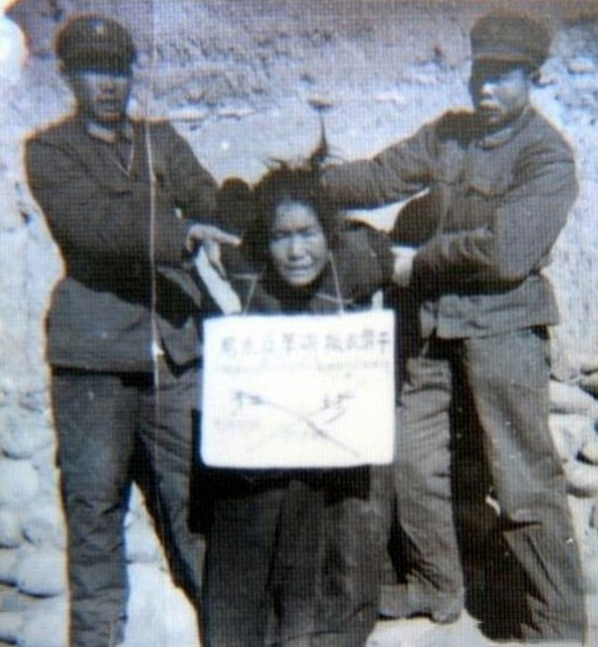
Sessione di autocritica di una donna tibetana, 1958 ca.

Il processo farsa, noto anche come processo burla, farsa giudiziaria o processo sommario, e con alcune peculiarità anche come processo mediatico, è un processo pubblico in cui le autorità giudiziarie hanno già stabilito la colpevolezza o l'innocenza dell'imputato. Il processo vero e proprio ha come unico obiettivo la presentazione al pubblico sia dell'accusa che del verdetto in modo che servano sia da esempio impressionante che da monito per altri aspiranti dissidenti o trasgressori.

## Finalità
Il termine è un'espressione comunemente usata per riferirsi alla situazione in cui, pur mantenendo un'apparenza di legittimità, per mascherare l'intenzione di condannare una determinata persona particolarmente scomoda al potere stabilito e per conferire un aspetto di legalità a detta manovra, essa è sottoposta a un processo fraudolento, non conforme ai più basilari principi del diritto costituzionale e processuale (come ad esempio il diritto di difesa, il principio del contraddittorio, legalità, uguaglianza, dignità umana e di avere un giudice naturale e tutti gli altri principi relativi al giusto processo) ove il risultato finale è prevedibile essendone già stato scritto il verdetto.
I processi farsa tendono ad essere retributivi piuttosto che correttivi e sono anche condotti per scopi propagandistici. Quando sono rivolti a individui sulla base di classi o caratteristiche protette, tali processi sono esempi di persecuzione politica. Il termine fu registrato per la prima volta nel 1928.

## Descrizione
Queste situazioni sono tipiche di quegli ordinamenti giuridici in cui lo Stato di diritto ancora non esiste ovvero non prevale, poiché in essi l'enfasi è maggiormente posta su considerazioni al di fuori dei diritti fondamentali.
Sebbene all'interno di uno Stato di diritto possa essere più difficile generare una farsa giudiziaria, non è escluso che essa si possa verificare. In un certo senso, situazioni nelle quali il giudice e un avvocato lavorano su un caso in cui entrambi sono coinvolti, o indebite pressioni ed ingerenze da parte del potere pubblico o di gruppi di potere nei confronti della magistratura, possono creare i presupposti atti a generare possibili scenari per una farsa giudiziaria.
I sintomi di tale alterazione della funzione imparziale del giudizio penale possono essere la conduzione del processo a porte chiuse o in segreto, ovvero con velocità fulminea: in tal caso prevale l'aspetto del processo sommario, al fine di scoraggiare gli oppositori o i dissidenti che si vedono negata persino la possibilità di esprimere pubblicamente le proprie ragioni. Tuttavia, a fini di propaganda o per ragion di Stato, questo tipo di giudizio può al contrario assumere la forma di uno spettacolo, principalmente volto a influenzare o soddisfare l'opinione pubblica: ciò avviene con la cosiddetta gogna, che trasforma il giudizio in un processo mediatico. Esso è dibattuto prevalentemente sui mezzi di comunicazione senza le garanzie di cui sopra e con già una condanna morale di colpevolezza che precostituisce l'esito del giudizio, minando l'indipendenza del giudice mercé il vistoso condizionamento operato dalla pubblica opinione.

## Alcuni esempi
- I processi del Tribunale rivoluzionario durante la rivoluzione francese;
- l'affare Dreyfus occorso in Francia;
- il processo a Sacco e Vanzetti negli Stati Uniti d'America;
- i processi del Tribunale speciale fascista in Italia;
- i processi del Tribunale del Popolo nella Germania nazista;
- i processi di Mosca durante lo stalinismo in Unione Sovietica;
- il processo di Verona ai membri del Gran Consiglio del Fascismo che votarono la sfiducia a Mussolini;
- le sessioni di autocritica durante il Maoismo nella Repubblica Popolare Cinese;
- il processo alla Banda dei Quattro dopo la morte di Mao Tse-tung, sempre in Cina;
- il processo ed esecuzione di Nicolae ed Elena Ceaușescu in Romania;
- il processo a Richard Jewell negli Stati Uniti d'America;
- i processi contro prigionieri di guerra e civili ucraini durante il conflitto russo-ucraino da parte di corti militari russe senza giurisdizione[9][10];
- i processi a Evan Gershkovich, Alexei Navalny, Vladimir Kara-Murza, Evgenija Berkovič e altri in Russia sotto il governo di Vladimir Putin, definiti da molti come riproposizione moderna dei processi staliniani.[11][12]